# Glenea diversesignata
Glenea diversesignata är en skalbaggsart som beskrevs av Maurice Pic 1943. Glenea diversesignata ingår i släktet Glenea och familjen långhorningar. Inga underarter finns listade i Catalogue of Life.